# Верхоянский округ
Верхоянский округ — административная единица в составе Якутской области и Якутской АССР, существовавшая в 1822—1920 и 1926 — 1930 годы. Центр — город Верхоянск.

## Административное деление
В 1896 году административное деление Верхоянского округа было следующим:
- Верхоянский улус (14 наслегов. Центр — г. Верхоянск)
- Жиганский улус (8 наслегов. Центр — с. Булун)
- Усть-Янский улус (6 наслегов. Центр — с. Казачье)
- Эльгетский улус (9 наслегов. Центр — 2-й Баудунский наслег)
- 3 русских селения

В 1924 году в состав Верхоянского уезда входили:
- Верхоянский улус (в нём 16 наслегов)
- Жиганский улус (8 наслегов)
- Усть-Янский улус (6 наслегов)
- с/с Русское Устье

## История
В 1775 году в составе Якутской провинции было образовано Верхоянское комиссарство. В 1784 году Якутская провинция была преобразована в Якутскую область, а Верхоянское комиссарство при этом упразднено — на его территории были созданы Жиганский и Зашиверский уезды, позднее преобразованные в комиссарства. В 1805 году Жиганское и Зашиверское комиссарства были вновь объединены в Верхоянское комиссарство.
В 1822 году Верхоянское комиссарство было преобразовано в Верхоянский округ. В 1920 году Верхоянский округ был преобразован в Верхоянский уезд, а в 1926 году уезд вновь стал округом. В 1930 году все округа Якутской АССР были упразднены.

## Население
По данным переписи 1897 года в округе проживало 14,3 тыс. чел. В том числе якуты — 81,0 %; тунгусы (эвенки и эвены) — 10,5 %; русские — 5,3 %; юкагиры — 2,9 %. В Верхоянске проживало 354 чел.